# Who's Your Caddy?
Who's Your Caddy? (Brasil: Tudo Pela Honra do Meu Pai) é um filme de comédia estadunidense de 2007. Foi dirigido por Don Michael Paul e escrito por Bradley Allestein, Robert Henry e pelo próprio diretor. Big Boi, Mick Partridge, Antwan Andre Patton, Faizon Love, Sherri Shepherd, Finesse Mitchell, Chase Tatum e Jeffrey Jones fazem parte do elenco.

## Sinopse
Famoso magnata do rap tenta se juntar a um conservador clube de golfe, mas enfrenta uma feroz oposição do conselho de sócios.

## Elenco
- Big Boi - Christopher "C-Note" Hawkins
- David Kelly (ator) - Robert "Bobby" Hawkins
- James Avery - Caddy Mack
- Bruce Bruce - Golf-Ball Eddie
- Tony Cox - Big Willie Johnson
- Terry Crews - Tank
- Faizon Love - Big Large
- Finesse Mitchell - Dread
- Jeffrey Jones - Cummings
- Jesper Parnevik - Ele mesmo
- Andy Milonakis - Wilson Cummings
- Sherri Shepherd - Lady G
- Tamala Jones - Shannon Williams
- Jenifer Lewis - Sra. Hawkins
- Garrett Morris - Rev. JJ Jackson
- Cam Gigandet - Mick
- Chase Tatum - Kidd Clean
- Susan Ward - Sra. Cummings
- Lawrence Hilton-Jacobs - Joseph Williams
- Robert Curtis Brown - Frosty
- Todd Sherry - Realtor
- Matthew Reichel - Ele mesmo
- Lil Wayne - Ele mesmo

## Recepção
O filme recebeu avaliações negativas dos críticos. Em particular, muitos críticos consideraram este filme uma "cópia terrível" de Caddyshack.  No geral, é classificado como "podre" com 6% no Rotten Tomatoes, com o consenso para chamar o filme "sem originalidade, sem graça, e simplesmente esquecível." O filme foi indicado ao prêmio Golden Raspberry na categoria de Pior Remake/Plágio Descarado, mas perdeu para I Know Who Killed Me.